# István Kiszely
István Kiszely (Újpest, 21 dicembre 1914 – Budapest, 28 giugno 1993) è stato un calciatore ungherese, di ruolo attaccante.

## Carriera
Con il Ferencvaros, con cui vinse due campionati ungheresi (1940, 1941) e due Coppe di Ungheria (1942, 1943).